# Pisseleu (Oise)
Pisseleu est une commune française située dans le département de l'Oise en région Hauts-de-France.
Elle est parfois dénommée, de manière non-officielle, Pisseleu-aux-Bois.

## Géographie
| Oudeuil           | Oudeuil  | Blicourt               |
|                   | Pisseleu | Juvignies              |
| Milly-sur-Thérain |          | Verderel-lès-Sauqueuse |

### Hydrographie
La commune est située dans le bassin Seine-Normandie. Elle n'est drainée par aucun cours d'eau,.

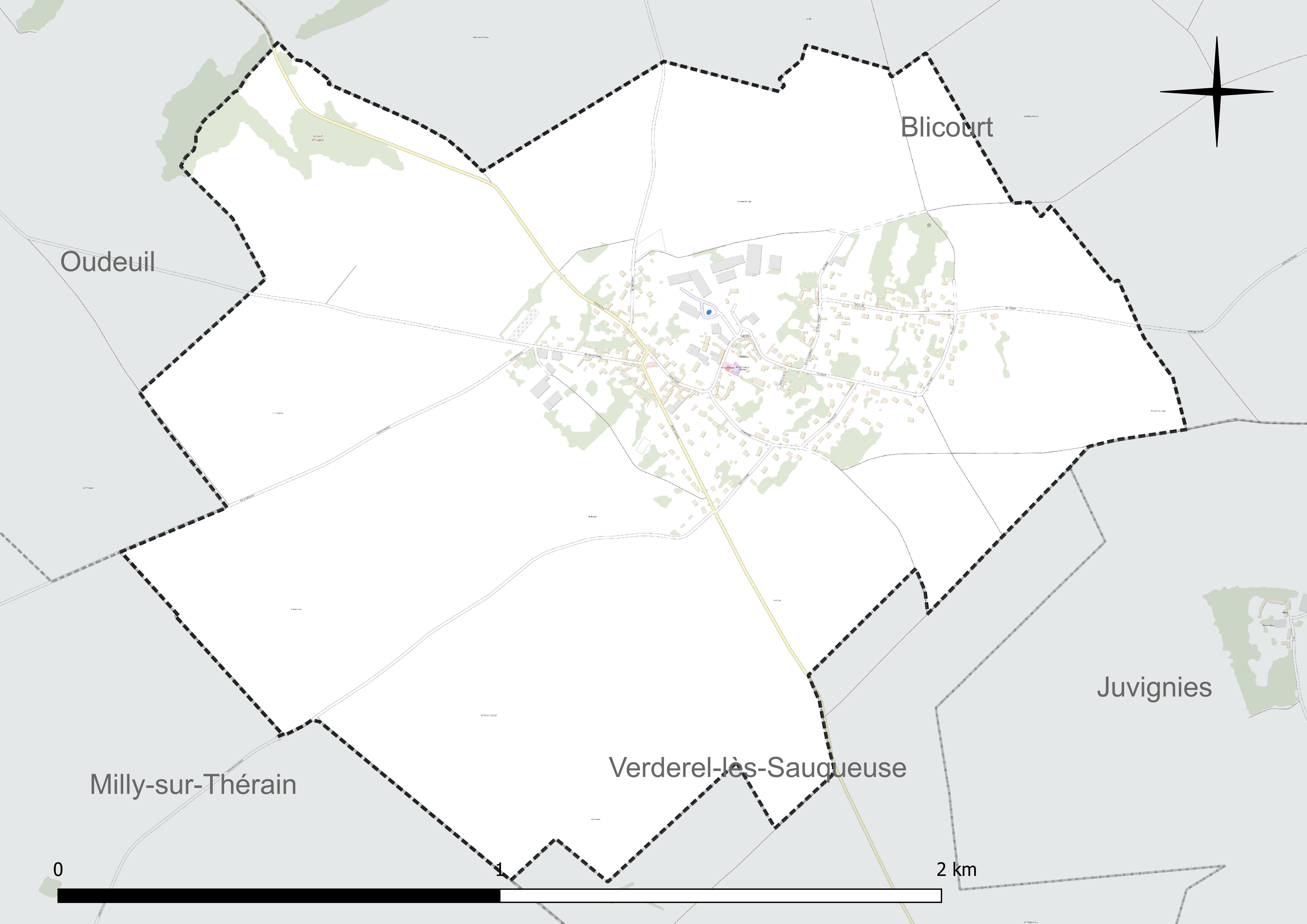
Réseau hydrographique de Pisseleu.

### Climat
Pour des articles plus généraux, voir Climat des Hauts-de-France et Climat de l'Oise.
En 2010, le climat de la commune est de type climat océanique dégradé des plaines du Centre et du Nord, selon une étude du CNRS s'appuyant sur une série de données couvrant la période 1971-2000. En 2020, Météo-France publie une typologie des climats de la France métropolitaine dans laquelle la commune est exposée à un climat océanique et est dans la région climatique  Nord-est du bassin Parisien, caractérisée par un ensoleillement médiocre, une pluviométrie moyenne régulièrement répartie au cours de l'année et un hiver froid (3 °C). 
Pour la période 1971-2000, la température annuelle moyenne est de 10,1 °C, avec une amplitude thermique annuelle de 14 °C. Le cumul annuel moyen de précipitations est de 754 mm, avec 11,9 jours de précipitations en janvier et 8,5 jours en juillet. Pour la période 1991-2020, la température moyenne annuelle observée sur la station météorologique la plus proche, située sur la commune de Tillé à 9 km à vol d'oiseau, est de 11,0 °C et le cumul annuel moyen de précipitations est de 655,5 mm,. Pour l'avenir, les paramètres climatiques de la commune estimés pour 2050 selon différents scénarios d'émission de gaz à effet de serre sont consultables sur un site dédié publié par Météo-France en novembre 2022.

## Urbanisme

### Typologie
Au 1er janvier 2024, Pisseleu est catégorisée commune rurale à habitat dispersé, selon la nouvelle grille communale de densité à sept niveaux définie par l'Insee en 2022.
Elle est située hors unité urbaine. Par ailleurs la commune fait partie de l'aire d'attraction de Beauvais, dont elle est une commune de la couronne,. Cette aire, qui regroupe 162 communes, est catégorisée dans les aires de 50 000 à moins de 200 000 habitants,.

### Occupation des sols
L'occupation des sols de la commune, telle qu'elle ressort de la base de données européenne d'occupation biophysique des sols Corine Land Cover (CLC), est marquée par l'importance des territoires agricoles (88,5 % en 2018), une proportion identique à celle de 1990 (88,5 %). La répartition détaillée en 2018 est la suivante : 
terres arables (88,5 %), zones urbanisées (11,5 %). L'évolution de l'occupation des sols de la commune et de ses infrastructures peut être observée sur les différentes représentations cartographiques du territoire : la carte de Cassini (XVIIIe siècle), la carte d'état-major (1820-1866) et les cartes ou photos aériennes de l'IGN pour la période actuelle (1950 à aujourd'hui).

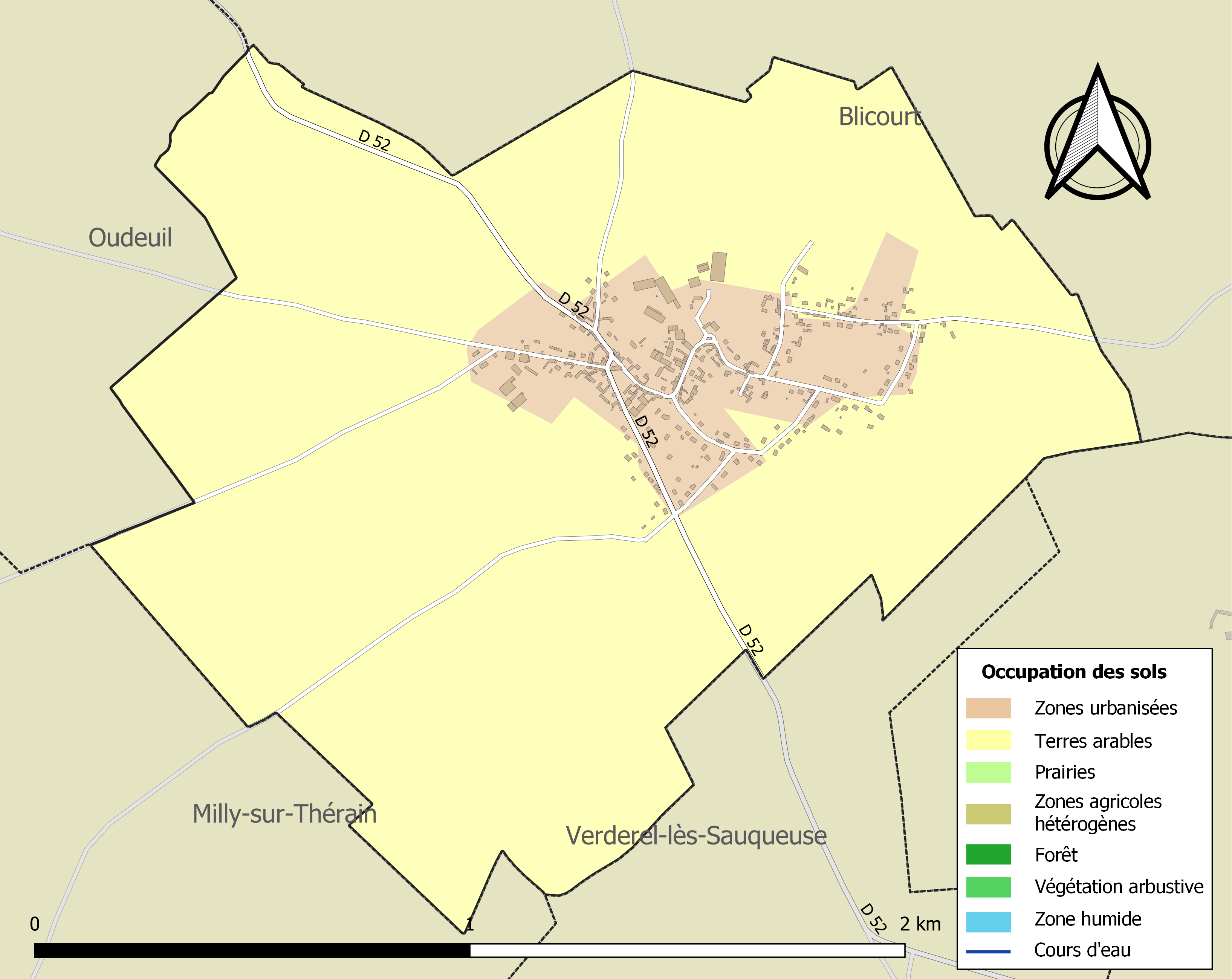
Carte des infrastructures et de l'occupation des sols de la commune en 2018 (CLC).

### Voies de communication et transports
La commune est desservie, en 2023, par les lignes 614, 616, 6103 et 6104 du réseau interurbain de l'Oise.

## Toponymie
La localité a été dénommée Picheleu, Pis-queleu, Pisteleu, Puisseleux, Pisleu.
« Pisse de loup » pour le nom d'une source, d'un ruisselet.  
L'origine de cette appellation serait liée au surnom donné à l'un des premiers seigneurs que l'on aurait traité en latin de « pejor lupo », pire qu'un loup, en raison de sa cruauté.

## Politique et administration

### Rattachements administratifs et électoraux
La commune se trouve dans l'arrondissement de Beauvais du département de l'Oise. Pour l'élection des députés, elle fait partie de la première circonscription de l'Oise.
Elle faisait partie depuis 1802 du canton de Marseille-en-Beauvaisis. Dans le cadre du redécoupage cantonal de 2014 en France, la commune fait désormais partie du canton de Grandvilliers.

### Intercommunalité
La commune est membre depuis 1997 de la communauté de communes de la Picardie verte, qui succède à plusieurs SIVOM, dont celui de Marseille-en-Beauvaisis (19 communes, dont Pisseleu, créé le 21 juillet 1965).

### Liste des maires
| Période                                  | Période                       | Identité           | Étiquette | Qualité |
| ---------------------------------------- | ----------------------------- | ------------------ | --------- | --- |
| Les données manquantes sont à compléter. |                               |                    |           | |
| 1983                                     | 2001                          | Gérard Maillard    |           | Ancien président du SIVOM du canton de Marseille-en-Beauvaisis Président de la CC Picardie verte (1997 → 2001) |
| mars 2001                                | En cours (au 28 octobre 2020) | Philippe Smessaert |           | Agriculteur Vice-président de la CC de la Picardie Verte (2020 → ) Réélu pour le mandat 2020-2026,             |

## Population et société

### Démographie

#### Évolution démographique
L'évolution du nombre d'habitants est connue à travers les recensements de la population effectués dans la commune depuis 1793. Pour les communes de moins de 10 000 habitants, une enquête de recensement portant sur toute la population est réalisée tous les cinq ans, les populations de référence des années intermédiaires étant quant à elles estimées par interpolation ou extrapolation. Pour la commune, le premier recensement exhaustif entrant dans le cadre du nouveau dispositif a été réalisé en 2005.

En 2022, la commune comptait 518 habitants, en évolution de +6,58 % par rapport à 2016 (Oise : +0,87 %, France hors Mayotte : +2,11 %).
| 1793 | 1800 | 1806 | 1821 | 1831 | 1836 | 1841 | 1846 | 1851 |
| ---- | ---- | ---- | ---- | ---- | ---- | ---- | ---- | ---- |
| 506  | 470  | 512  | 472  | 445  | 452  | 424  | 402  | 369  |

| 1856 | 1861 | 1866 | 1872 | 1876 | 1881 | 1886 | 1891 | 1896 |
| ---- | ---- | ---- | ---- | ---- | ---- | ---- | ---- | ---- |
| 356  | 317  | 303  | 282  | 249  | 258  | 253  | 244  | 225  |

| 1901 | 1906 | 1911 | 1921 | 1926 | 1931 | 1936 | 1946 | 1954 |
| ---- | ---- | ---- | ---- | ---- | ---- | ---- | ---- | ---- |
| 228  | 224  | 202  | 176  | 178  | 181  | 173  | 167  | 167  |

| 1962 | 1968 | 1975 | 1982 | 1990 | 1999 | 2005 | 2006 | 2010 |
| ---- | ---- | ---- | ---- | ---- | ---- | ---- | ---- | ---- |
| 186  | 168  | 169  | 188  | 269  | 336  | 401  | 405  | 424  |

| 2015 | 2020 | 2022 | - | - | - | - | - | - |
| ---- | ---- | ---- | - | - | - | - | - | - |
| 485  | 509  | 518  | - | - | - | - | - | - |

#### Pyramide des âges
La population de la commune est relativement jeune.
En 2018, le taux de personnes d'un âge inférieur à 30 ans s'élève à 42,1 %, soit au-dessus de la moyenne départementale (37,3 %). À l'inverse, le taux de personnes d'âge supérieur à 60 ans est de 13,9 % la même année, alors qu'il est de 22,8 % au niveau départemental.
En 2018, la commune comptait 269 hommes pour 234 femmes, soit un taux de 53,48 % d'hommes, largement supérieur au taux départemental (48,89 %).
Les pyramides des âges de la commune et du département s'établissent comme suit.
| Hommes | Classe d’âge | Femmes |
| ------ | ------------ | ------ |
| 0,0    | 90 ou +      | 0,8    |
| 4,0    | 75-89 ans    | 3,4    |
| 9,9    | 60-74 ans    | 9,7    |
| 17,3   | 45-59 ans    | 22,8   |
| 24,6   | 30-44 ans    | 23,6   |
| 18,4   | 15-29 ans    | 19,0   |
| 25,7   | 0-14 ans     | 20,7   |

| Hommes | Classe d’âge | Femmes |
| ------ | ------------ | ------ |
| 0,5    | 90 ou +      | 1,4    |
| 5,5    | 75-89 ans    | 7,6    |
| 15,6   | 60-74 ans    | 16,3   |
| 20,8   | 45-59 ans    | 20     |
| 19,4   | 30-44 ans    | 19,4   |
| 17,6   | 15-29 ans    | 16,2   |
| 20,6   | 0-14 ans     | 19,1   |

### Enseignement
Les enfants de la commune sont scolarisés au sein d'un regroupement pédagogique intercommunal (RPI)  qui regroupe Lihus - Pisseleu - Blicourt

### Économie
La commune est dépourvue de commerces de proximité.
La municipalité a décidé l'implantation d'un distributeur automatique de baguettes en octobre 2020 afin de pallier la suppression des tournées ambulantes de boulangers, qui avaient lieu auparavant.

## Culture locale et patrimoine

### Personnalités liées à la commune
La Famille de Pisseleu, dont : 
- Jean de Pisseleu, conseiller et chambellan de Louis XII.
- Anne de Pisseleu, duchesse d'Étampes, maîtresse de François 1er

### Héraldique
| Armes de Pisseleu | Les armes de Pisseleu se blasonnent ainsi : D'argent aux trois lionceaux de gueules. |